# Casey McDonald
 (novembre 2023).
- Si vous ne connaissez pas le sujet, laissez ce bandeau (vous pouvez alors contacter les auteurs).
- Si vous supprimez le contenu mis en cause (vous pouvez préalablement contacter les auteurs),

argumentez précisément cette suppression dans la page de discussion
(un manque de référence n'est pas un argument ; une recherche réelle de référence doit avoir été effectuée, être formellement documentée).
Casey McDonald est un personnage de fiction de la série canadienne Derek, joué par Ashley Leggat.

## Description du personnage
Casey est une fille très intelligente mais un peu coincée, qui avait une vie parfaite avant le mélange de sa famille et de celle des Venturi. Elle vit d'abord avec sa mère, Nora, et sa petite sœur Lizzie, à Toronto. Quand sa mère se marie avec Georges, qui a déjà trois enfants, elle est forcée de déménager à London, de changer d'école et de vie en général, pour vivre avec sa nouvelle famille, et particulièrement ses "nouveaux frères". Elle ne peut supporter Derek, le plus âgé (six mois de plus qu'elle), qui se moque sans cesse d'elle, et inversement.
Elle est passionnée par la danse, et elle aime chanter et jouer. Sa meilleure amie est Emily Davis. Casey est perfectionniste, et elle s'énerve dès que tout n'est pas parfait. Dans la plupart des épisodes, on la voit s'énerver des erreurs de son petit ami. Elle vexe souvent Derek, allant jusqu'à le blesser sans trop s'en rendre compte, dans leur petite guerre perpétuelle. Casey fait partie des Pom-Pom-girls.
Elle sort d'abord avec Max. Après leur séparation, Casey essaye de se réconcilier avec lui. Max lui demande un peu de temps mais sort finalement avec une autre fille. Dans une autre saison, Casey tombe amoureuse de Truman, bien qu'elle le trouve égoïste. Dans un épisode, elle l'embrasse finalement (sur un quiproquo: il lui dit que si elle ne l'aime pas, elle peut l'embrasser sans problème). Finalement, elle lui donne une chance. Après deux rendez-vous volontairement gâchés, Truman invite Casey à une fête dans une autre ville. Nora laisse sa fille y aller à condition qu'elle soit accompagnée de Derek. Ne pouvant y échapper, elle s'y rend en compagnie de son demi-frère. La soirée se passe mal. En effet, Casey surprend Truman en train d'embrasser une autre fille. Derek prend, de façon exceptionnelle, le parti de Casey et la défend. Malgré sa rupture avec Truman, Casey rentre heureuse chez elle, et confie à sa mère que Derek n'est finalement pas si mal que ça.

## Famille
Lizzie McDonald (Jordan Todosey) - Deuxième fille de Nora, petite sœur de Casey, Lizzie est un garçon manqué, Rousse, douée au Soccer et en communications. Elle aime la vie avec les Venturi, mais quand Casey est présent, elle prétend qu'elle ne l'aime pas.
Marti Venturi (Ariel Waller) - Dernière fille de Georges, demi-sœur de Casey, elle est la plus jeune de tous les enfants.
Edwin Venturi (Daniel Magder) - Deuxième garçon de Georges, il est constamment au ordre de son grand frère Derek
Derek Venturi (Michael Seater) - Héros de la série, Demi-frère de Casey, très populaire au lycée, il passe son temps à Martyriser Edwin et embêter Casey

## Les autres personnes dans sa vie
Emily Davis (Shadia Simmons) - Meilleure amie de Casey, ainsi que sa voisine. Amoureuse de Derek, celui-ci lui fixera un rendez vous dans le seul but d'énerver Casy, mais cela n'aboutira à rien. Elle pense parfois que la popularité est plus importante que ses amis, mais est toujours présent quand Casey a besoin d'elle. Elle a un petit frère, Dimmy, qui est un ami de Marti.
Sam Edwards (Kit Weyman) - Meilleur ami de Derek, il aime Casey un temps, et serra d'ailleurs son premier petit ami dans la série. Derek l'influence énormément.

M. Paul Greebie (Arnold Pinnock) - Conseiller d'orientation de Casey, toujours prêt à donner des conseils. Bien qu'elle lui demande des solutions à ses problèmes, il lui donne seulement des suggestions. Il est aussi enseignant de technologie.
Max Miller (Robbie Amell) - Deuxième petit ami de Casey. Il est dans l'équipe de football de l'école. Il fait peu attention a Casey. Leur relation s'est terminée après qu'il eut gagné le championnat du football, car elle lui a dit qu'elle avait besoin de temps pour trouver son identité.
Truman French (Joe Dincol) - Un nouvel élève, avec qui Casey sort peu de temps après sa rupture avec Max. Son égoïsme le fait ressembler à Derek et c'est peut être la raison qui fait que Casey ne l'aime pas tant que ça. Dans un des épisodes, il est renvoyé de son école privée à Toronto parce qu'il a pris l'auto du principal sans permission.
Noel Covington (Adam Butcher) - Nouveau ami de Casey depuis la pièce de théâtre de l'école. Ils vont ensemble à la danse. Il est visiblement amoureux d'elle

## Relation avec les autres personnages
Derek Venturi - Bien qu'elle a beaucoup de sorte de problèmes (sa nouvelle vie avec Georges, Derek, Edwin, et Marti, sa nouvelle école, et de trouver son rôle et le rôle de sa petite sœur dans la nouvelle famille), c'est moins en comparaison avec sa plus grande difficulté, Derek. Elle ne le déteste pas, mais elle n'aime pas laisser sa vie avec sa mère et sa sœur pour vivre avec quatre personnes en plus. Tous les membres de la famille Venturi sont priés de jouer selon les règles de Derek, et c'est ça qu'elle n'aime pas. Elle est plus secret qu'elle pense, mais elle peut aider Derek quand il a besoin (comme quand elle a lutté avec le principal de l'école pour lui arrêter de renvoyer Derek). Derek peut être un vrai ami envers Casey quelquefois. 
Lizzie McDonald - Casey utilise Lizzie dans la même façon que Derek utilise Edwin, mais elle est plus loyal qu'Edwin. Quand Casey veut qu'elle fasse quelque chose de méchant pour qu'elle gagne sur Derek, elle doit elle la convaincre. Bien que ses intérêts sont différentes, elles ont un appréciation pour l'organisation et le féminisme, mais elle n'est pas si passionnée que Casey. 
Bien que Casey aime Lizzie, elles sont très opposées. Casey est très preppy et elle n'aime pas les sports, et Lizzie aime les sports, comme le soccer, le hockey. Elle aime aussi sa vie avec la famille Venturi. Casey l'utilise aussi comme Derek fait avec Edwin, mais elle est rarement méchante ou violente. Elle beaucoup aime Casey et elle pense qu'elle est une très bonne sœur. Elle est aussi une environnementaliste, et elle aime les animaux et l'environnement. 
Marti Venturi - Casey a des sentiments mélangés envers Marti : elle est très culte, l'enfant la plus jeune, l'enfant la plus tolérable de la famille Venturi, et elle l'aime. Mais, aussi, elle est une Venturi, et la plus jeune des Venturi, la route la plus vite à Derek. Casey a de bonnes relations avec Marti. 
Dans l'épisode Qui perd gagne, Marti était fâché contre Casey pour avoir marché sur son amie imaginaire Daphné. À la fin, Marti s'est réconcilié avec elle, et l'aime par la suite comme une grande sœur.